# Ahmed Hassan
Ahmed Hassan Kemal Husajn (arab. ‏أحمد حسن كامل حسين‎, ur. 2 maja 1975 w Maghagha) – egipski piłkarz grający na pozycji ofensywnego pomocnika oraz prawoskrzydłowego. Jest rekordzistą pod względem liczby występów w reprezentacji narodowej Egiptu (184 spotkań). W 2015 trener klubu Petrojet FC.

## Kariera klubowa
Hassan piłkarską karierę rozpoczął w klubie Ismaily SC, w którym to w 1995 roku zadebiutował w pierwszej lidze. W sezonie 1996/1997 występował w innym pierwszoligowcu, Aswanie, po czym w 1997 roku wrócił do Ismaily SC. Latem 1998 Hassan wyjechał do Turcji i został zawodnikiem klubu Kocaelispor. W 1999 roku zajął z nim 5. miejsce gwarantujące start w Pucharze Intertoto. W Kocaelisporze występował do stycznia 2000 i wtedy przeszedł do Denizlisporu. W Denizlisporze Hassan grał przez rok i już w 2001 został piłkarzem Gençlerbirliği SK. Tam szybko stał się gwiazdą zespołu obok Gwinejczyka Souleymane Youli i w 2003 roku zajął z tym klubem 3. miejsce w lidze zdobywając aż 13 goli i zostając najlepszym strzelcem zespołu. Latem 2003 Hassan przeszedł do jednej z czołowych drużyn w kraju, Beşiktaşu JK. W Beşiktaşie prezentował równie wysoką formę co w Ankarze i w pierwszym sezonie gry zdobył 14 goli w lidze, najwięcej w zespole. Wystąpił także w fazie grupowej Ligi Mistrzów oraz w 3. rundzie Pucharu UEFA. W lidze ze stambulskim klubem zajął 3. miejsce. W sezonie 2004/2005 z Beşiktaşem znów wystąpił w Pucharze UEFA, a w lidze zajął 4. miejsce. W 2006 roku zajął 3. miejsce w lidze oraz wywalczył Puchar Turcji. Latem 2006 Hassan zmienił barwy klubowe i na zasadzie wolnego transferu przeszedł do Anderlechtu. W belgijskim klubie szybko stał się jedną z gwiazd drużyny i obok Mohammeda Tchité najlepszym jej strzelcem (12 goli). Wywalczył też mistrzostwo Belgii. W 2008 roku powrócił do Egiptu, a konkretnie do kairskiego Al-Ahly Kair. W 2011 roku został zawodnikiem Zamaleku. Karierę piłkarską zakończył w 2013 roku.
| Sezon   | Klub              | Kraj   | Rozgrywki     | Mecze | Bramki |
| ------- | ----------------- | ------ | ------------- | ----- | ------ |
| 1995/96 | Ismaily SC        | Egipt  | 1. liga       | ?     | ?      |
| 1996/97 | Aswan             | Egipt  | 1. liga       | ?     | ?      |
| 1997/98 | Ismaily SC        | Egipt  | 1. liga       | ?     | ?      |
| 1998/99 | Kocaelispor       | Turcja | Superliga     | 28    | 1      |
| 1999/00 | Kocaelispor       | Turcja | Superliga     | 10    | 3      |
| 2000/01 | Kocaelispor       | Turcja | Superliga     | 11    | 1      |
| 2000/01 | Denizlispor       | Turcja | Superliga     | 20    | 3      |
| 2001/02 | Denizlispor       | Turcja | Superliga     | 10    | 4      |
| 2001/02 | Gençlerbirliği SK | Turcja | Superliga     | 14    | 10     |
| 2002/03 | Gençlerbirliği SK | Turcja | Superliga     | 27    | 13     |
| 2003/04 | Beşiktaş JK       | Turcja | Superliga     | 26    | 14     |
| 2004/05 | Beşiktaş JK       | Turcja | Superliga     | 29    | 9      |
| 2005/06 | Beşiktaş JK       | Turcja | Superliga     | 24    | 5      |
| 2006/07 | RSC Anderlecht    | Belgia | Eerste Klasse | 30    | 12     |
| 2007/08 | RSC Anderlecht    | Belgia | Eerste Klasse | 23    | 5      |
| 2008/09 | Al-Ahly Kair      | Egipt  | 1. liga       | 9     | 2      |
| 2009/10 | Al-Ahly Kair      | Egipt  | 1. liga       | 24    | 7      |
| 2010/11 | Al-Ahly Kair      | Egipt  | 1. liga       | 11    | 2      |
| 2011/12 | Zamalek SC        | Egipt  | 1. liga       |       |        |

## Kariera reprezentacyjna
W reprezentacji Egiptu Hassan zadebiutował 29 grudnia 1995 roku w przegranym 1:2 towarzyskim meczu z Ghaną. W 1998 roku wystąpił w Pucharze Narodów Afryki, na którym był jednym z najlepszych zawodników. Wystąpił tam we wszystkich meczach, a także w wygranym 2:0 finale z RPA, w którym zdobył jednego z goli. W 2006 roku Hassan wraz z rodakami ponownie triumfował w Pucharze Narodów Afryki. W grupowym meczu z Libią (3:0) strzelił gola, a potem dwukrotnie wpisał się na listę strzelców w ćwierćfinale z Demokratyczną Republiką Konga (4:1) a także w półfinale z Senegalem (2:1). Wystąpił też w wygranym po serii rzutów karnych finale z Wybrzeżem Kości Słoniowej. Za postawę w tym turnieju Hassana uhonorowano nagrodą dla Najlepszego Piłkarza. W 2008 w Pucharze Narodów Afryki w Ghanie Hassan pomógł Egiptowi w obronie tytułu mistrzowskiego sprzed dwóch lat. W swojej karierze Hassan wystąpił także w nieudanych dla Egiptu rozgrywkach o Puchar Narodów Afryki 2000, 2002 oraz 2004.
W reprezentacji Egiptu wystąpił w 184 meczach i strzelił 33 bramki.